# 310省道 (浙江省)
310省道，又称奉化—桐庐公路，是浙江省的一条省道，起点位于宁波市奉化区西坞街道，途经溪口镇、余姚市四明山镇、绍兴市上虞区下管镇、丁宅乡、章镇镇、嵊州市三界镇、柯桥区王坛镇、嵊州市谷来镇、诸暨市东和乡、浬浦镇、五泄镇、马剑镇、杭州市富阳区湖源乡、场口镇、桐庐县江南镇，终点位于桐庐县旧县街道，全长290公里，原为嵊州—义乌公路，原编号37:103，起点位于嵊州市，途经东阳市歌山镇、吴宁街道，终点位于义乌市大陈镇，全长107.02公里:107。